# Tango Gameworks
Tango Gameworks Inc. é uma desenvolvedora japonesa de jogos eletronicos sediada em Tóquio. fundada em março de 2010 por Shinji Mikami, anteriormente da Capcom, a empresa foi adquirida pela Zenimax Media em outubro daquele ano após sofrer problemas financeiros.
A Tango desenvolveu os jogos de survival horror The Evil Within, The Evil Within 2, o jogo de ação e aventura Ghostwire: Tokyo e o jogo de ação baseado em ritmo Hi-Fi Rush.
A empresa controladora da Tango, ZeniMax Media, foi adquirida pela Microsoft em março de 2021, tornando a Tango o primeiro estúdio japonês no portfólio de desenvolvimento da Microsoft Gaming. A Microsoft fechou o estúdio em junho de 2024. Em agosto de 2024, a editora sul-coreana Krafton anunciou que havia chegado a um acordo para adquirir o estúdio da Microsoft por um valor não revelado.

## História
A Tango foi fundada em 1 de março de 2010 como Tango K.K. por Shinji Mikami, o criador da série Resident Evil, logo depois de deixar seu posto na PlatinumGames. A empresa começou com apenas doze funcionários e com o objetivo de ser um lugar para dar oportunidades para jovens diretores, explorando vários conceitos no decorrer de seus primeiros seis meses. Entretanto, a Tango começou a passar por problemas financeiros, e acabou comprada em 28 de outubro de 2010 pela norte-americana ZeniMax Media. A Tango foi fundida com a ZeniMax Asia K.K., tornado-se uma divisão com o nome Tango Gameworks.
Mikami dividiu sua atenção durante seus dois primeiros anos na Tango com outros dois projetos que estavam trabalhando para outros estúdios: Vanquish para a PlatinumGames e Shadows of the Damned para a Grasshopper Manufacture. Ao mesmo tempo ele desejava voltar como diretor em um jogo de terror de sobrevivência semelhante a Resident Evil. Isto se concretizou em outubro de 2014 com o lançamento de The Evil Within. Mikami deixou a posição de diretor e assumiu a função de produtor dos projetos da Tango, com a empresa lançando The Evil Within 2 em outubro de 2017.

## Jogos desenvolvidos
| Ano  | Título            | Plataformas                                                         |
| ---- | ----------------- | ------------------------------------------------------------------- |
| 2014 | The Evil Within   | Microsoft Windows, PlayStation 3, PlayStation 4, Xbox 360, Xbox One |
| 2017 | The Evil Within 2 | Microsoft Windows, PlayStation 4, Xbox One                          |
| 2022 | Ghostwire: Tokyo  | Microsoft Windows, Xbox Series X/S, PlayStation 5                   |
| 2023 | Hi-Fi Rush        | Microsoft Windows, Xbox Series X/S, PlayStation 5                   |
| TBA  | Hi-Fi Rush 2      | Microsoft Windows, Xbox Series X/S, PlayStation 5                   |